# تپه روستای اردی
تپه روستای اردی مربوط به دوره ساسانیان - دوره اشکانیان است و در شهرستان اردبیل، بخش مرکزی، دهستان غربی، روستای اردی واقع شده و این اثر در تاریخ ۱۵ دی ۱۳۸۷ با شمارهٔ ثبت ۲۴۰۰۰ به‌عنوان یکی از آثار ملی ایران به ثبت رسیده است.